# 2092
Rok 2092 (MMLXLII) gregoriánského kalendáře začne v úterý 1. ledna a skončí ve středu 31. prosince.

## Předpokládané a naplánované události
- Práce na vyčištění areálu jaderné elektrárny Oldbury by měly být dokončeny v roce 2092.[1]